# La Salvetat-Belmontet
La Salvetat-Belmontet is een gemeente in het Franse departement Tarn-et-Garonne (regio Occitanie) en telt 514 inwoners (1999). De plaats maakt deel uit van het arrondissement Montauban.

## Geografie
De oppervlakte van La Salvetat-Belmontet bedraagt 18,6 km², de bevolkingsdichtheid is 27,6 inwoners per km².
De onderstaande kaart toont de ligging van La Salvetat-Belmontet met de belangrijkste infrastructuur en aangrenzende gemeenten.

## Demografie
Onderstaande figuur toont het verloop van het inwonertal (bron: INSEE-tellingen).